# Vartan Pasha
Vartan Pasha (en armenio: Վարդան փաշա), también conocido como  Hovsep Vartanian u Osep Vartanian (1813 - 1879) fue un estadista, escritor y periodista armenio otomano del siglo XIX, ascendido al rango de "pachá" tras tres décadas al servicio del estado. También se destaca por su novela "La historia de Akabi" (Akabi Hikayesi) publicada en 1851 en idioma turco escrito usando el alfabeto armenio (una práctica no inusual en el siglo XIX), y por haber publicado la revista bilingüe Mecmua-i Havadis, un referencia importante en la historia de la prensa escrita turca.
Su novela es, según el turcólogo austríaco Andreas Tietze, quien la reeditó y publicó una transcripción en 1991, la primera novela genuina publicada en Turquía o, según otro punto de vista, "una de las cinco obras tempranas, contemporáneas e intermedias de ficción que eran claramente distintas de las tradiciones en prosa anteriores tanto en diván como en la literatura popular turca, y que se aproximaban a la forma novelística". 
La cuestión de cuál fue la primera novela turca todavía se debate. Otra  candidata habitual a primera novela turca es "Historia de amor entre Talat y Fitnat" de Sami Frashëri (Ta'aşşuk-ı Tal'at ve Fitnat), publicada en 1872. Por otro lado, aunque escrita en turco, la "Historia de Akabi" de Vartan Pasha, debido a su contexto completamente armenio, también puede considerarse como la primera novela armenia impresa (Heridas de Armenia de Khachatur Abovian se publicó en 1858).

## Biografía
Hovsep Vartanian (en armenio: Յոսեփ Վարդանեան), nació en 1813 de padres armenios católicos. A los 13 años partió hacia Viena, donde se matriculó en la escuela de mequitaristas. A su regreso al Imperio Otomano, trabajó como profesor durante un par de años, después asumió un puesto en 1837 en la oficina del dragomán del Imperio Otomano. Ascendiendo en las filas de la burocracia estatal, fue ascendido al rango de "pasha" al mismo tiempo que se convertía en miembro fundador de la Academia Otomana (Encümen-i Daniş), establecida en líneas similares a las de la Académie Française y que también actuó como consejo consultivo del sultán. Escribió la novela "La historia de Akabi" en 1851 mientras era miembro de la Academia, y al año siguiente otra larga historia, también en turco, que trata sobre la profunda división y lucha entre los armenios gregorianos y católicos, un tema secundario en la Historia de Akabi. Tras su jubilación, fundó y dirigió la revista "Mecmua-i Havadis", bilingüe en turco y armenio. También escribió una biografía de Napoleón. Vartan Pasha murió en el 1879.

## La historia de Akabi
La novela relata una historia de amor imposible entre dos jóvenes provenientes de diferentes comunidades que cultivan la hostilidad entre ellos, latente o evidente, al estilo de Romeo y Julieta y otras historias producidas por diferentes culturas a lo largo de los tiempos.
Akabi es hija de armenios gregorianos, y Hagop, su amante recíproco, es católico. A pesar de ser una novela temprana y haber sido escrita por un escritor masculino, el personaje de Akabi es el más prominente de los dos héroes principales. Además, aunque él mismo es católico, Vartan Pasha es totalmente imparcial en sus observaciones sobre el comportamiento de los personajes de las dos comunidades, no favoreciendo ni a uno ni al otro, y no rehúye criticar a ambos. La novela es rica en su número de personajes secundarios y en descripciones breves pero astutas de estos. Sin embargo, aunque los problemas sociales se abordan breve o indirectamente, el tema central definido de la novela es el amor. Y el amor tiene una serie de reglas independientes del entorno social del que surgió. El amado domina la relación y el amante tiene que sufrir mucho y hacer muchos esfuerzos para llegar a su amado tras el breve período inicial de felicidad hasta el trágico final.